# Konsumentjournalistik
Konsumentjournalistik syftar till att underlätta för konsumenter att fatta beslut genom att granska företag, testa produkter och upplysa om vilka rättigheter och skyldigheter man har som konsument. Konsumentjournalistik ska vara oberoende av dem som granskas och det är viktigt att läsarna kan lita på objektiviteten. Ett sätt att säkerställa det kan vara att låta alla tester utföras av oberoende institut och laboratorier.